# (10010) Rudruna
(10010) Rudruna (1978 PW3) – planetoida z pasa głównego asteroid okrążająca Słońce w ciągu 3,87 lat w średniej odległości 2,46 au Odkryta 9 sierpnia 1978 roku.